# Uehling
Uehling est un village du comté de Dodge, dans l'État du Nebraska, aux États-Unis. En 2020, il comptait une population de 241 habitants.